# Movimiento Cinta Amarilla

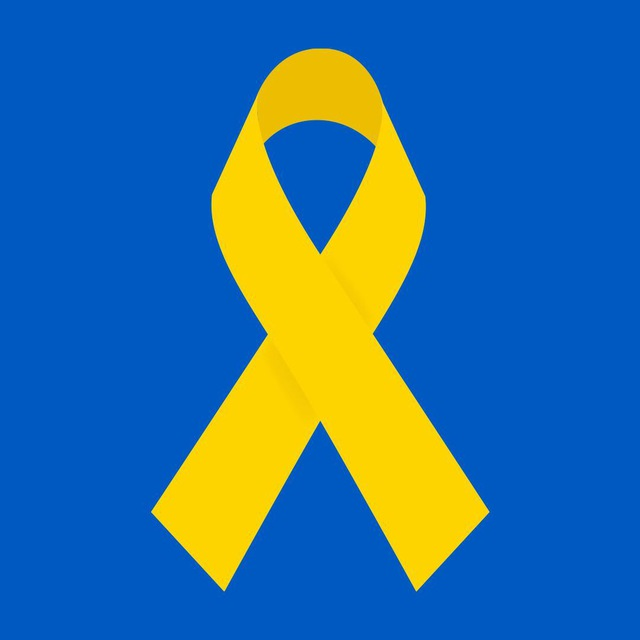
Logo del Movimiento de Resistencia Ucraniano Cinta Amarilla

El Movimiento Cinta Amarilla (ucraniano: Жовта стрічка, romanizado: Zhovta strichka) :Es un movimiento de resistencia en los territorios ocupados de Ucrania, creado en abril de 2022 tras la invasión militar rusa. El objetivo del movimiento es la resistencia informativa contra las fuerzas de ocupación rusas.

## Historia
En abril de 2022, surgió el movimiento de resistencia pública "La cinta amarilla" en los territorios ocupados por Rusia. El 25 de abril, en el canal Telegram, los coordinadores del movimiento llamaron a los residentes a colgar banderas ucranianas y cintas amarillas en las calles y lugares concurridos. El mismo día, aparecieron cintas amarillas en el Jersón ocupado.
El 27 de abril, "La cinta amarilla" llevó a cabo una acción pacífica llamada "Jersón es Ucrania" en Jersón. Unas 500 personas salieron a las calles de la ciudad; cuatro de ellos resultaron heridos. Según los organizadores, la manifestación se convirtió en un impulso para el desarrollo del movimiento. Posteriormente, comenzaron a aparecer cintas amarillas en Oleshki, Melitópol, Nova Kakhovka, Berdiansk, Yalta, Simferópol, Kerch, Saky, Donetsk, Luhansk, Geníchesk, Alushta y otras ciudades y pueblos de los territorios ocupados.
El 17 de junio, el movimiento realizó una manifestación en línea en apoyo de Jersón en Instagram. La campaña reunió a 36 000 personas, 75 000 me gusta y casi 20 000 acciones.
El 4 de julio se anunció el inicio de la campaña abierta "Paren el Referendum".[6] El objetivo es interrumpir el número máximo de referéndums en los territorios ocupados. Al día siguiente, aparecieron panfletos contra los referéndums en Jersón, Donetsk, Melitópol, Lugansk y Berdiansk.
El 7 de julio, El Movimiento "Cinta Amarilla" anunció el inicio de la campaña abierta "Crimea: es hora de irse a casa". Los organizadores pidieron a los activistas de Crimea que informen datos sobre el movimiento de las tropas rusas al bot YeVorog Telegram, cuelguen cintas amarillas y envíen postales patrióticas que digan "Crimea es Ucrania. No solo desde 1954. ¡Sino siempre!", "24/08/ 2022. Crimea está lista" y "¡Es hora de luchar! ¡Es hora de resistir! Es hora de volver a casa". El 13 de julio, el movimiento de resistencia llamó a los residentes de las regiones de Donetsk y Lugansk a bloquear el referéndum, colgar cintas amarillas y transmitir información sobre el movimiento de tropas enemigas y colaboradores a la plataforma "eVorog". Además, se instó a los activistas en Dombás a publicar folletos que decían "24.08.2022. Donetsk está listo" y "24.08.2022. Luhansk está listo".
El 26 de julio, la letra "Ї" se convirtió en el nuevo símbolo del movimiento. Se instó a los coordinadores a marcar los edificios donde se puede realizar el llamado "referéndum":

«Una vez escribimos que pedíamos marcar los edificios donde se podría realizar el referéndum con la letra "Ї", pero la gente de Kherson nos dio una mejor idea. Nuestra letra "Ї" es única, es la única en el mundo y enfatiza la belleza de nuestro idioma. Por lo tanto, llamamos a todos nuestros activistas y simpatizantes a marcar con la letra "Ї" todos los edificios donde se pueda realizar un referéndum, todos los edificios donde se sientan los colaboradores y ocupantes».Cita de unos de los organizadores de la resistencia ucraniana

Ese mismo día, la carta comenzó a aparecer en forma de grafitis en los llamados "recintos". Además, "Ї" pronto se convirtió en uno de los símbolos de la resistencia de los ucranianos en los territorios temporalmente ocupados.
El 30 de julio, El Movimiento "Cinta Amarilla" comenzó a ofrecer una recompensa monetaria por información sobre las actividades de los ocupantes. Al día siguiente, el movimiento pidió información como recompensa sobre los lugares donde descansan los invasores rusos: restaurantes y cafeterías.
El 3 de agosto, en asociación con el Ayuntamiento de Mariupol, el movimiento "Lazo amarillo" lanzó una manifestación en línea, "Mariupol es Ucrania" en Instagram. La acción duró hasta el 22 de agosto.
El 5 de agosto, el movimiento publicó "cartas de amor", líneas cálidas de ucranianos con palabras de apoyo a los residentes de los territorios temporalmente ocupados.
El 6 de agosto, "Cinta Amarilla" lanzó el periódico "La Voz del Partisano". La primera edición constaba de 1.200 ejemplares y se distribuyó por Jersón. El 8 de agosto, el periódico comenzó a publicarse en Crimea.
El 7 de agosto, el movimiento ofreció una recompensa de 10 bitcoins, o 230 000 dólares estadounidenses, por el arresto del líder ruso de Crimea Sergey Aksyonov e información sobre su ubicación exacta.
En agosto se generalizó la campaña "Paren el Referendum". Folletos con llamados a boicotear los referéndums y no aceptar pasaportes rusos comenzaron a distribuirse activamente en los asentamientos ocupados temporalmente.
El 23 de agosto, se lanzó un nuevo flash mob abierto llamado "Paren al Rashism". El objetivo es robar y dañar folletos, anuncios y símbolos rusos de los ocupantes en los territorios temporalmente ocupados.
El mismo día en Kiev, en la exposición callejera "Infoprotiv", iniciada por el movimiento "Chesno" en cooperación con el Museo Nacional de la Revolución de la Dignidad, uno de los tableros estaba dedicado, entre otras cosas, a las actividades de la "Cinta amarilla".
El 24 de agosto, en el Día de la Independencia de Ucrania, los Ferrocarriles de Ucrania lanzaron el "Tren a la Victoria": 7 vagones pintados por artistas ucranianos. Cada automóvil está dedicado a una región de Ucrania y las hazañas de las personas que resisten a los ocupantes rusos. Uno de los autos está dedicado al movimiento "La cinta amarilla".
El 31 de agosto, "Lazo amarillo" pidió a los residentes de los territorios ocupados que no participaran en las encuestas telefónicas. Los coordinadores del movimiento señalaron que este es uno de los esquemas de los ocupantes para al menos de alguna manera realizar un referéndum:

«Los Rashists no tienen éxito en la celebración de un pseudorreferéndum, por lo que se les ocurren nuevos esquemas para al menos de alguna manera celebrar un "referéndum". Uno de estos esquemas es una "encuesta pública", los residentes de TOT de Ucrania serán llamados por suscriptores desconocidos de la Federación Rusa, cuyos números comienzan con +7».

En tales casos, el movimiento aconsejó a las personas que no levanten el teléfono y cancelen la llamada. También señalaron que no hay necesidad de comunicarse con estas personas porque el hecho mismo de comunicarse puede ser interpretado por ellos como una respuesta positiva al referéndum.
En septiembre continuaron apareciendo lazos amarillos, carteles patrióticos y pintadas en las calles de las ciudades de los territorios temporalmente ocupados. En particular, del 8 al 10 de septiembre, durante la contraofensiva en la región de Járkov de las Fuerzas Armadas de Ucrania, el movimiento se intensificó en la Vovchansk temporalmente ocupada. Ya el 11 de septiembre, la ciudad fue liberada de los invasores rusos.
El 14 de septiembre, en los territorios temporalmente ocupados de Jersón, Nova Kakhovka, Skadovsk, Kyrylivka, Tokmak e Ivanovka, "La cinta amarilla" realizó una acción para recolectar firmas en apoyo de las Fuerzas Armadas de Ucrania. Por la seguridad de los residentes, los activistas pidieron usar una firma alternativa. En pocas horas se recogieron unas 1.000 firmas.
El 17 de septiembre, el movimiento pidió a los residentes de los territorios temporalmente ocupados que enviaran fotos y videos de los colaboradores rusos, equipos, productos de campaña, así como calles, edificios administrativos y bancos.
El 19 de septiembre, durante otra distribución de folletos en el Simferópol temporalmente ocupado, el movimiento pegó folletos con las inscripciones "¡Apertura pronto!" y "¡Crimea es Ucrania!" sobre el edificio del representante presidencial de Ucrania en Crimea.
El 20 de septiembre, "La cinta amarilla" respondió a las declaraciones de los ocupantes sobre la realización de pseudorreferéndums en los territorios temporalmente ocupados:

«Todos habéis oído las declaraciones de hoy de los Rashists sobre la celebración de un referéndum. Todo esto son solo "declaraciones" y un intento de intimidarnos, pero ¿es posible intimidar a un país que repele al 2º ejército del mundo? Exactamente no».

Los activistas aseguraron que "los referéndums no cambiarán Ucrania" y publicaron un artículo en el que explicaban por qué su celebración no cambiará nada.
El 21 de septiembre, durante los preparativos de los ocupantes para la realización de los llamados "referéndums", el movimiento llamó a la ciudadanía a desbaratarlos por todos los medios: marcar con la letra "Ї" los edificios en los que se realizarán los "referéndums “se puede realizar, así como dar a los operadores información sobre su celebración y los participantes (listas, nombres, foto, video, etc.).
El 23 de septiembre, "Cinta Amarilla" junto con la comunidad ucraniana de TI comenzó a grabar a los participantes de pseudorreferéndums. El mismo día, los activistas publicaron datos sobre las ubicaciones de los llamados "referéndums", así como datos personales de los "presidentes de las comisiones electorales" en las provincias de Jersón, Luhansk y Zaporizhzhia. Además, el movimiento llamó a los residentes de los territorios temporalmente ocupados a ignorar por completo los pseudorreferéndums y en ningún caso abrir la puerta a extraños.
El 19 de octubre, el movimiento "La cinta amarilla", junto con otros luchadores por la integridad ucraniana, recibió el Premio Andrii Sakharov del Parlamento Europeo por "Por la libertad de pensamiento", el principal galardón de la Unión Europea en el campo de los derechos humanos.
En noviembre, después de la Liberación de Jersón por las Fuerzas Armadas de Ucrania, "Cinta Amarilla" en el canal Telegram desclasificó  y presentó los nombres de algunos activistas de Jersón en el movimiento que resistió la ocupación rusa. Posteriormente, el movimiento continuó sus actividades en otros territorios temporalmente ocupados.
El 21 de noviembre, Día de la Dignidad y la Libertad de Ucrania, el movimiento organizó un flash mob "#ЖовтаСтрічка" ("#ZhovtaStrichka") en las redes sociales. Se animó a los participantes a atar una cinta amarilla y publicar una publicación con el hashtag correspondiente. Ucranianos y extranjeros de todo el mundo se unieron a la acción, en particular, un número considerable de políticos, músicos, deportistas y científicos ataron cintas amarillas. Además, el símbolo de la resistencia pública apareció en la Misión de Ucrania ante la Unión Europea en Bruselas y en la base de investigación Vernadsky de la estación antártica ucraniana.
En la primera semana de 2023, "La cinta amarilla" distribuyó más de 500 folletos patrióticos en el territorio de Crimea temporalmente ocupada. Los activistas también pidieron a los residentes de los territorios ocupados temporalmente que se unan al movimiento, impriman y distribuyan carteles, así como que envíen fotos de las actividades del chatbot del movimiento "Juntos" en Telegram.

## Simbolismo
En una entrevista con la publicación en línea "NV", representantes del movimiento hablaron sobre el significado del lazo o cinta amarilla:

«No hay un simbolismo profundo en el nombre Cinta Amarilla. El amarillo es un color brillante en la bandera de Ucrania. Y la frase en sí es fácil de recordar».